# Нардов, Владимир Леонардович
Влади́мир Леона́рдович На́рдов (настоящая фамилия Книппер) (10 [22] июня 1876, Москва — 12 ноября 1942, Москва) — оперный певец (тенор) и театральный режиссёр

 оперного театра, Заслуженный артист РСФСР (1933).
Он был вокальным педагогом Сергея Лемешева.

## Семья
- Отец — инженер-технолог.
- Мать — профессор Московского филармонического училища Зальц, Анна Ивановна.
- Старшая сестра — драматическая актриса Ольга Леонардовна Книппер-Чехова, жена А. П. Чехова.
- Брат — Книппер, Константин Леонардович (1866—1924), инженер-путеец.
- Сын — Книппер, Владимир Владимирович (1924—1996), драматург, журналист
- Племянники: актриса Ольга Чехова, учитель русского языка Ада Книппер, композитор Лев Книппер

## Творческая биография
В 1895—1902 годах учился на математическом и юридическом факультетах Московского университета; одновременно занимался вокалом у своей матери. С 1893 брал уроки скрипки у профессора Московской консерватории Николая Соколовского, участвовал в детском оркестре Анатолия Эрарского. С 1895 играл в студенческом оркестре под управлением Михаила Ипполитова-Иванова, одновременно работая после окончания университета два года помощником присяжного поверенного в Москве. Затем совершенствовался как певец в Берлине у А. Кайрати и Дрездене у Рихард аМюллера; в 1907—1914 годах выступал на сценах различных городов Германии. С началом Первой мировой воны вернувшись в Россию, в 1914 году дебютировал в Оперном театре Сергея Зимина. Затем два месяца — в театре оперетты И. Зона; с ноября 1917 вернулся вновь в театр Зимина, ставший Театром Московского Совета Рабочих Депутатов; с октября 1918 выступал в театре студии Худож.-просвет. Союза рабочих организаций (ХПСРОЗ). В 1920-36 работал в Большом театре.
Оперный репертуар включал 137 партий: Чёрт, 1-й исполнитель («Сын Земли»), Купфер («Клара Милич»), Дымба («Свадьба»), Пьяный («Декабристы» В. Золотарева), Старший граф Каменский («Тупейный художник»); Дорофей («Капитанская дочка»), Лодырэ («Вампука»); Альмавива («Севильский цирюльник»), Хозе («Кармен»); Оттавио («Дон Жуан»), Вальтер («Тангейзер»), Певец («Кавалер роз» Р. Штрауса); Трике («Евгений Онегин»), Чекалинский, Бобыль, Бомелий («Царская невеста»), Стемид и Торопка («Аскольдова могила»), Шуйский, Владимир Игоревич («Князь Игорь»), Беппо («Фра-Дьяволо, или Гостиница в Террачине»), Фауст («Фауст»), Рудольф («Богема»), Манрико («Трубадур»), Альфред («Травиата») и др.
Кроме того, пел в опереттах: Парис («Прекрасная Елена» Жака Оффенбаха), Гренише «Корневильские колокола» Робера Планкета).
Камерный репертуар включал романсы и другие произведения М. Глинки, Л. Бетховена, И. Брамса, Р. Шумана, Г. Берлиоза.
С 1918 года занимался оперной режиссурой. Поставил: «Фра-Дьяволо, или Гостиница в Террачине» Обера (1923, Новый театр, Москва), «Моцарт и Сальери» Римского-Корсакова (1926, Экспериментальный театр, Москва). Всего за все время им было поставлено 30 опер. В 1923—36, будучи режиссёром Большого театра, поставил там десять опер: «Моцарт и Сальери» и «Паяцы» (1923), «Искатели жемчуга» (1924), «Валькирия» (1925), |«Иван-солдат» (1927, 1-я постановка), «Оле из Нордланда» (1928, 1-я постановка на советской сцене), «Тупейный художник» (1929, 1-я постановка), «Садко» (1930), «Царская невеста» (1931), «Травиата» (1933), «Сказание о невидимом граде Китеже и деве Февронии» Римского-Корсакова (1935).
Занимался педагогической деятельностью. В 1919 году в училище Гнесиных был открыт оперный класс под руководством Нардова, ставшего первым руководителем оперного класса, где ставились не только отдельные оперные фрагменты, но и оперы целиком. Его первой постановкой здесь стала — «Свадьба Фигаро» Моцарта. 
В 1923—1928 годах руководитель оперного класса в Московской консерватории. С 1940 года — профессор Московской консерватории (в 1940—41 зав. кафедрой сценического мастерства). Среди учеников: Сергей Лемешев, Никандр Ханаев, Владимир Сливинский, Сергей Красовский.
Член ВКП(б) с 1941 года.
Портрет певца неизвестного художника, 1934, масло (хранится в ГЦММК, ф. 16, № 2131).